# スコット・リアリー
ジョン・スコット・リアリー（英: John Scott Leary、1881年12月29日 - 1958年7月1日）は、アメリカ合衆国の自由形の競泳選手。
カリフォルニア州北部のシャスタ（Shasta生まれ。1904年セントルイスオリンピックにおいて、50ヤード自由形で銀、100ヤード自由形で銅をそれぞれ獲得。サンフランシスコにて没した。